# Лэань
Лэа́нь (кит. упр. 乐安, пиньинь Lèān) — уезд городского округа Фучжоу провинции Цзянси (КНР).

## История
Уезд был создан во времена империи Сун в 1149 году.
После образования КНР в 1949 году был создан Специальный район Фучжоу (抚州专区), и уезд вошёл в его состав. В 1952 году Специальный район Фучжоу был переименован в Специальный район Наньчэн (南城专区), но затем ему было возвращено прежнее название. В 1970 году Специальный район Фучжоу был переименован в Округ Фучжоу (抚州地区).
Постановлением Госсовета КНР от 23 июня 2000 года округ Фучжоу был преобразован в городской округ.

## Административное деление
Уезд делится на 9 посёлков, 5 волостей и 1 национальную волость.